# 7965 Katsuhiko
7965 Katsuhiko eller 1996 BD1 är en asteroid i huvudbältet som upptäcktes den 17 januari 1996 av de båda japanska astronomerna Kazuro Watanabe och Kin Endate vid Kitami-observatoriet. Den är uppkallad efter Katsuhiko Sato.
Asteroiden har en diameter på ungefär 21 kilometer.